# Олимпийский комитет Коста-Рики
Олимпийский комитет Коста-Рики (исп. Comité Olímpico de Costa Rica; уникальный код МОК — CRC) — организация, представляющая Коста-Рику в международном олимпийском движении. Штаб-квартира расположена в Сан-Хосе. Комитет основан в 1936 году, в том же году был принят в МОК, является членом ПАСО, организует участие спортсменов из Коста-Рики в Олимпийских, Панамериканских играх и других международных соревнованиях.